# Harold W. Handley
Harold Willis Handley, född 27 november 1909 i La Porte i Indiana, död 30 augusti 1972 i Rawlins i Wyoming, var en amerikansk republikansk politiker. Han var Indianas viceguvernör 1953–1957 och guvernör 1957–1961.
Handley valdes 1940 in i Indianas senat. Efter att USA gick med i andra världskriget lämnade han delstatens senat för att tjänstgöra i armén. År 1948 valdes han in i Indianas senat igen och medan hans guvernörskampanj inte var framgångsrik år 1952, valdes han till viceguvernör i stället.
Handley efterträdde 1957 George N. Craig som guvernör och efterträddes 1961 av Matthew E. Welsh.
Handley avled 1972 och gravsattes på Pine Lake Cemetery i La Porte.